# Deadwood: La película
Deadwood: La película es una película de televisión del género Wéstern estadounidense lanzada en 2019, dirigida por Daniel Minahan y escrita por David Milch para HBO. Esta cinta representa una continuación de la serie de televisión homónima, creada por Milch, que tuvo una duración de tres temporadas desde 2004 hasta 2006. La película reúne a la mayoría del destacado elenco original, entre ellos Timothy Olyphant, Ian McShane, Molly Parker, Paula Malcomson, John Hawkes y Gerald McRaney. Fue estrenada el 31 de mayo de 2019.

## Trama
En 1889, durante las festividades que marcan la celebración del estado de Dakota del Sur, los residentes actuales y antiguos de Deadwood participan en los eventos. La viuda Alma Garret Ellsworth ha regresado a la ciudad acompañada por su pupila Sofía. Mientras tanto, Calamity Jane ha vuelto con la intención de reconciliarse con su antiguo amor, Joanie Stubbs, quien ahora está a cargo de la sala de juegos y burdel Bella Union tras la muerte de Cy Tolliver. También se espera la presencia de George Hearst, actualmente senador de los Estados Unidos, quien regresa a Deadwood con la intención de adquirir un terreno perteneciente a Charlie Utter. Este terreno está obstaculizando la implementación de líneas telefónicas en las que Hearst ha invertido.
Trixie, embarazada del hijo de Sol Star, lanza insultos desde su balcón hacia Hearst, lo cual lleva a que este último se dé cuenta de que Al Swearengen lo engañó cuando le ordenó matar a Trixie años atrás. Hearst decide visitar a Swearengen, quien se encuentra enfermo debido a una insuficiencia hepática, y le exige ayuda para obtener la tierra de Utter. A cambio de la colaboración de Swearengen, Hearst promete no vengarse de Trixie.
Utter busca el consejo del mariscal estadounidense Seth Bullock acerca de sus tratos con Hearst. Bullock le advierte a Utter sobre la peligrosa naturaleza de Hearst cuando se enfrenta a la resistencia. Más tarde, Hearst se encuentra con Utter en su propiedad e intenta llegar a un acuerdo, pero Utter se mantiene firme en su negativa a vender. En la oscuridad de esa misma noche, Bullock y su ayudante Harry Manning buscan a Utter y lo descubren asesinado en su terreno. Bullock encuentra a Samuel Fields cerca del lugar del crimen, quien admite haber presenciado el suceso pero se niega a testificar por temor. Bullock pone a Fields bajo vigilancia en la oficina del mariscal y desafía a Hearst, acusándolo del asesinato de su amigo.
EB Farnum espía a Hearst y lo ve reunirse con Smith y Seacrest, los pistoleros que contrató para matar a Utter. Hearst les informa sobre la situación de Fields y les ordena que lo maten. Farnum informa a Bullock de esto en una subasta de la propiedad de Utter, durante la cual Alma supera la oferta de Hearst.
Los sicarios llegan a la oficina del mariscal, donde se revela que Manning es el informante de Hearst. Los sicarios intentan linchar a Fields, pero Bullock los detiene, mata a Seacrest y captura a Smith. Fields confirma que son los hombres que mataron a Utter. Bullock se enfrenta a Hearst, cuyos hombres matan abruptamente a Smith antes de que pueda identificar a Hearst como su empleador, lo que desencadena un breve tiroteo en el que varios de los hombres de Hearst mueren y Johnny Burns resulta herido. Hearst advierte a Bullock que vendrá por él, pero Bullock no se inmuta.

## Elenco
El elenco incluye: 
Powers Boothe, Ricky Jay y Ralph Richeson fallecieron entre el final de la serie y el inicio de la producción de la película. Se escribió un breve papel para Boothe en una de las primeras versiones del guion en su memoria. Titus Welliver, quien interpretó a Silas Adams, no pudo participar en la película debido a conflictos de programación mientras filmaba su serie para Amazon Prime, Bosch. A pesar de que Garret Dillahunt y Larry Cedar interpretaron personajes que fueron asesinados en la serie original, regresaron en la película en roles secundarios; Dillahunt representa a un borracho que arroja algo a Hearst mientras le grita: "¡Espero que mueras en la calle, como lo hizo mi papá!".

## Producción

### Desarrollo
Tras la inesperada cancelación de Deadwood el 5 de junio de 2006, HBO y el creador David Milch acordaron la realización de un par de películas para televisión, cada una con una duración de dos horas, en lugar de producir una cuarta temporada. Sin embargo, el 12 de julio de 2007, ejecutivos de HBO admitieron que la producción de las películas sería un desafío y estimaron que las posibilidades de que se realizaran eran "50-50". En una entrevista el 1 de octubre de 2007, el actor Ian McShane afirmó que los sets del programa estaban programados para ser desmantelados y que las películas no se llevarían a cabo. Al día siguiente, los actores Jim Beaver y W. Earl Brown expresaron su opinión de que la serie se consideraba finalizada.
El 12 de agosto de 2015, se informó que las conversaciones entre HBO y David Milch sobre una película de Deadwood se habían reanudado. En enero de 2016, HBO dio luz verde a Milch para que escribiera el guion de la película. El 19 de abril de 2017, Ian McShane anunció que Milch había enviado un guion para una película de dos horas de Deadwood a HBO, declarando: "[Un] guion de película de dos horas ha sido entregado a HBO. Si no lo llevan a cabo, la responsabilidad recae en ellos". El 12 de noviembre de 2017, TVLine informó que la producción de la película Deadwood estaba programada para comenzar en otoño de 2018, aunque HBO aún no había dado oficialmente luz verde al proyecto.
El 25 de julio de 2018, HBO confirmó oficialmente la producción de una película de Deadwood, con Daniel Minahan, director de cuatro episodios en la serie original, a cargo de la dirección. La filmación estaba programada para comenzar en octubre de 2018. De acuerdo con una investigación solicitada por los productores, la película estaría ambientada en 1889, aproximadamente 10 años después del final de la tercera temporada. El 21 de agosto de 2018, W. Earl Brown confirmó que prácticamente todos los miembros del elenco principal regresarían, a excepción de los personajes interpretados por Powers Boothe y Ralph Richeson, quienes habían fallecido y no serían reemplazados. Brown declaró: "Todos los miembros del elenco principal que todavía están con nosotros, con la excepción de Silas Adams" (interpretado por Titus Welliver), regresarían. La producción de la película estaba programada para iniciar el 5 de octubre de 2018, según Brown.

### Rodaje
El 5 de noviembre de 2018, HBO anunció oficialmente el inicio de la producción de la película. Se confirmaron los regresos de los miembros del elenco original, incluyendo a Ian McShane, Timothy Olyphant, Molly Parker, Paula Malcomson, John Hawkes, Anna Gunn, Dayton Callie, Brad Dourif, Robin Weigert, W. Earl Brown, William Sanderson, Kim Dickens y Gerald McRaney. Además, Jade Pettyjohn y Lily Keene (asumiendo el papel de Bree Seanna Wall en la serie original) fueron anunciadas como incorporaciones al elenco.
Nic Pizzolatto reveló en diciembre de 2018 que había colaborado en la redacción del guion junto a Milch. La ciudad minera del programa fue recreada por la diseñadora de producción María Caso y filmada en los mismos escenarios que Westworld. A pesar de su diagnóstico de Alzheimer, hecho público en abril de 2019, Milch adoptó un enfoque de no intervención en la producción de la película, confiando en el director Daniel Minahan y la coproductora y escritora ejecutiva Regina Corrado para encargarse de los detalles. Las primeras imágenes de la producción fueron publicadas el 19 de diciembre de 2018. En esa misma fecha, se publicó una entrevista con la productora ejecutiva de la película, Carolyn Strauss, en la que describía la película como una exploración del "paso del tiempo. El costo del tiempo en las personas. Ha suavizado a algunas personas y endurecido a otras. Y se trata de la ciudad que madura y se convierte en parte de la Unión, y lo que ese evento pone en marcha, de una manera muy personal para la gente que trae a la ciudad y lo que sigue. El tiempo le ha pasado factura a [Al] Swearengen. Él es la persona que realmente impulsó gran parte de la vida de la ciudad, y hay una sensación de que ese poder disminuye un poco, y lo que sigue es una gran parte de la historia".
El primer metraje de la película se lanzó el 24 de febrero de 2019, durante un avance que anunciaba la programación de 2019 de las próximas películas y series de HBO.  Se lanzó un avance completo el 25 de abril de 2019. 

## Recepción

### respuesta crítica
La película ha obtenido elogios de la crítica. El sitio web de reseñas Rotten Tomatoes informa que la película tiene un índice de aprobación del 98% basado en 88 reseñas, con una calificación promedio de 8,30/10. El consenso crítico del sitio dice: "Una coda triunfante para una querida serie, Deadwood: The Movie satisfará a los fanáticos que anhelan un pequeño f---ing cierre".  En Metacritic, la película tiene una puntuación promedio ponderada de 86 sobre 100 basada en 29 críticas, lo que indica "aclamación universal". 
Brian Tallerico de RogerEbert.com le dio una crítica muy positiva, calificándolo con 4 de 4 estrellas. Elogió la dirección de Daniel Minahan y escribió: "Algunas de las mejores imágenes de todo el arco del programa se encuentran aquí en esta película". También elogió la escritura de David Milch y afirmó: "Se siente como el producto de un creador que comprende completamente que esta es su última creación, pero incluso él se niega a terminar con una nota fácil. Puede haber un cierre sin sentimentalismo". Lo llamó "110 minutos ricos de realización cinematográfica que recompensan a los fanáticos sin complacerlos". 
Ben Travers de IndieWire le dio una calificación de "A-" y calificó la película como "un triunfo agridulce y brutalmente honesto". También escribió que la última línea de la película "es una de las mejores jamás escritas". 

### Calificaciones
En su emisión original el 31 de mayo de 2019 en HBO, la película recibió 931.000 espectadores. 

### Reconocimientos
| Otorgar                                         | Categoría | Nominado(s) | Ref.   |
| ----------------------------------------------- | --- | --- | ------ |
| Premios del gremio de directores de arte        | Película para televisión o serie limitada                                                                                                   | María Caso | [ 29 ] |
| Sociedad de casting de América                  | Película – Estreno no teatral | Junie Lowry Johnson, Libby Goldstein y Josh Ropiequet | [ 30 ] |
| Premios de la Sociedad Cinema Audio             | Logro destacado en mezcla de sonido para película para televisión o serie limitada                                                          | Geoffrey Patterson, John W. Cook II, Bill Freesh, Paul Parker y Jeff Gomillion | [ 31 ] |
| Premios de televisión Critics' Choice           | Mejor película para televisión | Deadwood: la película | [ 32 ] |
| Premios GLAAD de Medios                         | Mejor película para televisión | Deadwood: la película | [ 33 ] |
| Gremios de maquilladores y estilistas           | Especial de televisión, programa en vivo de una hora o más, serie o película hecha para televisión: mejor maquillaje de época y/o personaje | Lana Horochowski, Maurine Burke y Lesa Nielsen Duff | [ 34 ] |
| Gremios de maquilladores y estilistas           | Especial de televisión, programa en vivo de una hora o más, serie o película hecha para televisión: mejor peinado de época y/o personaje    | Melissa Yonkey, Laine Trzinski y José Zamora | [ 34 ] |
| Premios Emmy en horario estelar                 | Mejor película para televisión | David Milch, Carolyn Strauss, Gregg Fienberg, Scott Stephens, Daniel Minahan, Ian McShane, Timothy Olyphant, Regina Corrado, Nichole Beattie y Mark Tobey                                               | [ 35 ] |
| Premios Emmy en horario estelar                 | Mejor fotografía para una miniserie o película                                                                                              | David Klein | [ 35 ] |
| Premios Emmy en horario estelar                 | Excelentes efectos visuales especiales | Eric Hayden, David Altenau, Alex Torres, Joseph Vincent Pike, Ian Northrop, Christopher Flynn, David Blumenfeld, Matthew Rappaport y David Rand                                                         | [ 35 ] |
| Premios Emmy en horario estelar                 | Excelente mezcla de sonido para una serie limitada o una película                                                                           | John W. Cook II, William Freesh y Geoffrey Patterson | [ 35 ] |
| Premios Emmy en horario estelar                 | Excelente edición de imágenes con una sola cámara para una miniserie o película                                                             | Martin Nicholson y Erick Fefferman | [ 35 ] |
| Premios Emmy en horario estelar                 | Peinado excepcional para una miniserie o película                                                                                           | Melissa Yonkey, Laine Trzinski y José Zamora | [ 35 ] |
| Premios Emmy en horario estelar                 | Maquillaje excepcional para una miniserie o película (no protésico)                                                                         | Lana Horochowski, Maurine Burke, Lesa Nielsen Duff, Ron Pipes y Mary Kay Morse Witt | [ 35 ] |
| Premios Emmy en horario estelar                 | Excelente edición de sonido para una serie limitada, una película o un especial                                                             | Mandell Winter, Daniel Coleman, Ben Cook, Bernard Weiser, Brian Armstrong, Shane Hayes, Rob Chen, Dhyanna Carlton-Tim, Micha Liberman, Eryne Prine, John Sievert, Stefan Fraticelli y Jason Charbonneau | [ 35 ] |
| Premios del Sindicato de Productores de América | Productor destacado de películas transmitidas o televisadas                                                                                 | David Milch, Carolyn Strauss, Gregg Fienberg, Scott Stephens, Daniel Minahan, Ian McShane, Timothy Olyphant, Regina Corrado, Nichole Beattie y Mark Tobey                                               | [ 36 ] |
| Premios satélite                                | Mejor película para televisión | Deadwood: la película | [ 37 ] |
| Premios TCA                                     | Logro destacado en películas, miniseries y especiales                                                                                       | Deadwood: la película | [ 38 ] |